# قنوبین

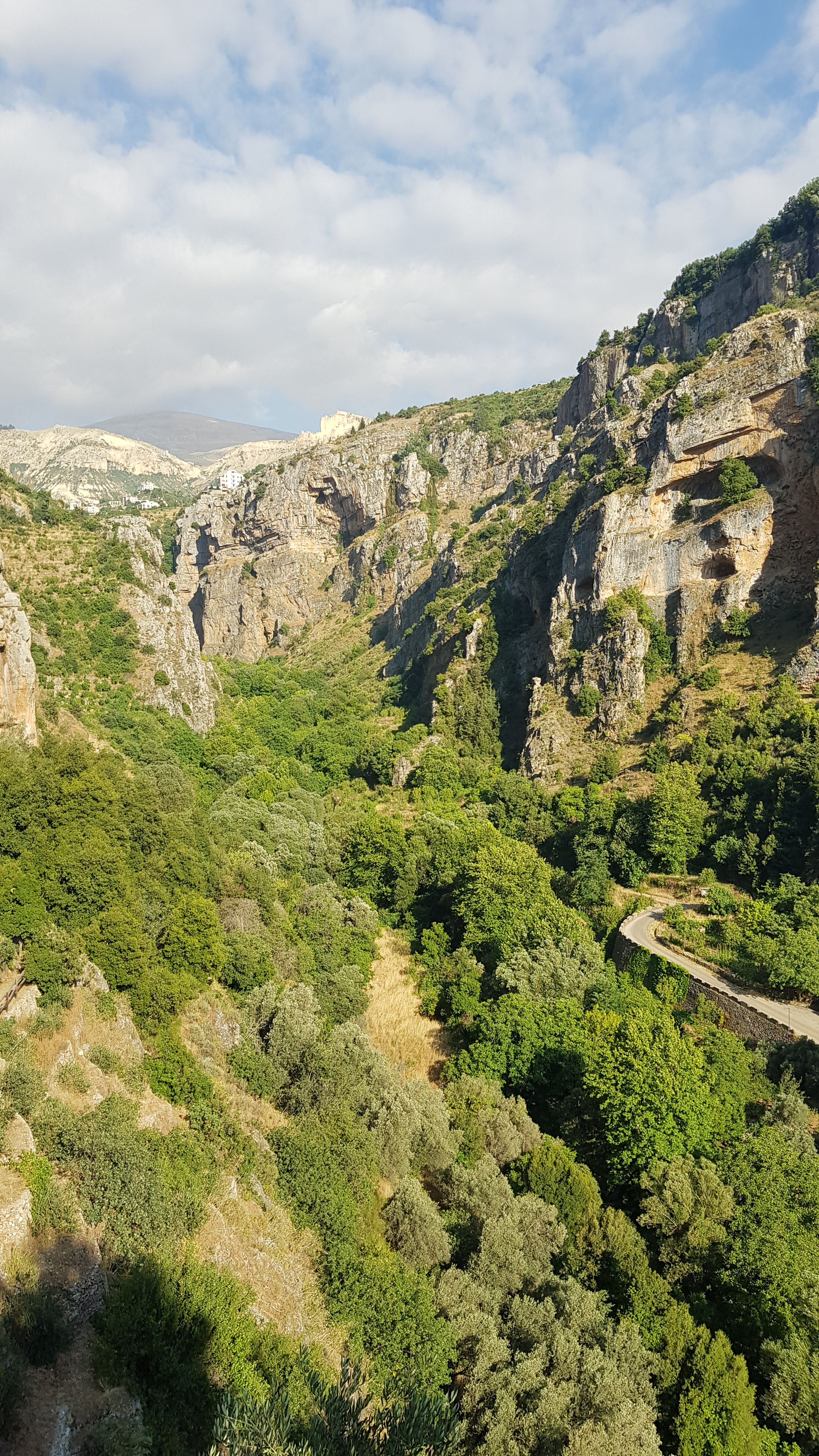
دره کادیشا

قنوبین (عربی: قنّوبین‎) یک صومعه قرون وسطایی است که در منطقه قنوبین در دره کادیشا واقع شده است. این بنا در فهرست میراث جهانی در لبنان به ثبت جهانی یونسکو رسیده است.

## تاریخچه
قنوبین خانه مارینا راهبه بود. این صومعه در قرن ۱۴ میلادی تأسیس شد. از قرن ۱۵ تا ۱۹ به پدرسالاران مارونی اختصاص داشت. این صومعه در سال ۱۹۹۸ در قالب «دره کادیشا یا درهٔ مقدس سروهای خدا» توسط یونسکو به ثبت جهانی رسید.